# Менор-Крік (Кентуккі)
Менор-Крік (англ. Manor Creek) — місто (англ. city) в США, в окрузі Джефферсон штату Кентуккі. Населення — 240 осіб (2020).

## Географія
Менор-Крік розташований за координатами 38°17′52″ пн. ш. 85°35′17″ зх. д. / 38.29778° пн. ш. 85.58806° зх. д. (38.297718, -85.588061).  За даними Бюро перепису населення США в 2010 році місто мало площу 0,07 км², уся площа — суходіл. В 2017 році площа становила 0,14 км², з яких 0,14 км² — суходіл та 0,00 км² — водойми.

## Демографія
Згідно з переписом 2010 року, у місті мешкало 140 осіб у 53 домогосподарствах у складі 43 родин. Густота населення становила 1884 особи/км².  Було 55 помешкань (740/км²).
Расовий склад населення:
| - 95,7 % — білих - 4,3 % — азіатів |

До двох чи більше рас належало 0,0 %. Частка іспаномовних становила 1,4 % від усіх жителів.
За віковим діапазоном населення розподілялося таким чином: 28,6 % — особи молодші 18 років, 46,4 % — особи у віці 18—64 років, 25,0 % — особи у віці 65 років та старші. Медіана віку мешканця становила 42,0 року. На 100 осіб жіночої статі у місті припадало 86,7 чоловіків;  на 100 жінок у віці від 18 років та старших — 81,8 чоловіків також старших 18 років.
Середній дохід на одне домашнє господарство  становив 130 201 долар США (медіана — 121 875), а середній дохід на одну сім'ю — 137 651 долар (медіана — 130 938). 
Цивільне працевлаштоване населення становило 155 осіб. Основні галузі зайнятості: освіта, охорона здоров'я та соціальна допомога — 23,2 %, роздрібна торгівля — 22,6 %, виробництво — 21,3 %.